# Анерт Едуард Едуардович
Едуа́рд Едуа́рдович Анерт (рос. Эдуард Эдуардович Анерт; справжнє ім'я: Едуард-Федір Адольфов Анерт; нар. 25 липня 1865 — пом. 25 грудня 1945) — російський і німецький геолог, гірський інженер, дослідник Далекого Сходу і Східної Азії, відкривач десятків родовищ нафти, вугілля, золота та інших корисних копалин. Автор більше ніж 130 наукових робіт з геології, ботаніки, зоології, палеонтології і вулканології.

## Біографія
Едуард-Федір Адольфов Анерт народився 25 липня 1865 року у Новогеоргіївській фортеці біля Варшави у родині спадкового німецького дворянина з Прибалтики Едуарда-Готліба Адольфовича Анерта. Батько служив у Новогеоргіївській інженерній команді у чині штабс-капітана. Мати — Іда Федорівна Анерт (до шлюбу фон Баумгартен) — донька інженера-полковника.
У 1875 році батька підвищили до підполковника і призначили начальником Оренбургзької інженерної дистанції. Едуард чотири роки навчався у Оренбурзькій Неплюєвській військовій гімназії. 
У 1879 році батька підвищили до полковника і перевели до Головного інженерного управління у Санкт-Петербурзі. Едуард навчався у 3-ій військовій гімназії Санкт-Петербурга, яку у 1882 році реорганізували у Олександрівський кадетський корпус. Закінчив корпус — у 1883 році.
У 1884 році — вступив до Санкт-Петербурзького гірничого університету.
У травні 1889 року — закінчив інститут і був зарахований по Головного гірського управління. Цього ж року звільнився зі служби його 54-річний батько — у званні генерал-майора.
Дослужився до чину статського радника.
З 1896 року брав участь в геологічних дослідженнях вздовж Китайсько-Східної залізниці, відкрив кілька вугільних родовищ.
Протягом 14 років працював начальником партії з гірничо-геологічних досліджень у золотопромислових районах Сибіру та Амурсько-Приморського району. Бурив свердловини на східному нафтоносному узбережжі Сахаліну, де вперше відкрив та наніс на карту три затоки. Виконував роботи у Південно-Уссурійському краї з розвідки вугільних, залізорудних та золотоносних родовищ.
У 1904 році за монографію «Подорожі по Маньчжурії» (рос. «Путешествия по Маньчжурии») отримав від Російського географічного товариства Медаль імені Миколи Пржевальського.
У 1920 році організував і очолив Далекосхідне відділення геологічного комітету.
У 1924 році — подав у відставку.
Працював інженером при Управлінні Китайсько-Східної залізниці у місті Харбін. 
Співорганізатор і співробітник Харбінського краєзнавчого музею та член Товариства вивчення Маньчжурського краю.
У 1933 році їздив до Японії. В університетах Токіо і Осаки читав курс лекцій про гірські ресурси Маньчжурії.
У 1934 році прийняв підданство Німеччини, став почесним членом Лейпцизької академії. 
У 1935-1936 навчальному році у місті Синцьзян, в Інституті Дакун, викладав курс «Маньчжуроведення». Курс склав на двох мовах — російській і німецькій.
У 1937 році обраний почесним членом-кореспондентом Німецької академії наук у Мюнхені.
У 1945 році, після приходу до Харбіна радянських військ, намагався отримати радянське громадянство, але отримав відмову.
Помер 25 грудня 1945 року у Харбіні.

## Вшанування пам'яті
- На честь Анерта названо мис в передмісті Владивостока, в Уссурійській затоці, між бухтами Горностай та Де-Ліврона.